# Epiglaea
Epiglaea là một chi bướm đêm thuộc họ Noctuidae.

## Loài
- Epiglaea apiata (Grote, 1874)
- Epiglaea decliva (Grote, 1874)